# Ів Ербе
Ів Ербе (фр. Yves Herbet; 18 серпня 1945, Вілле-Котре — 28 червня 2024) — французький футболіст, що грав на позиції півзахисника. По завершенні ігрової кар'єри — футбольний тренер.

## Клубна кар'єра
У дорослому футболі дебютував 1963 року виступами за команду клубу «Седан», в якій провів п'ять сезонів, взявши участь у 147 матчах чемпіонату. 
Згодом з 1968 по 1971 рік грав у складі команд клубів «Андерлехт», «Ред Стар» та «Реймс».
Своєю грою за останню команду привернув увагу представників тренерського штабу клубу «Нансі», до складу якого приєднався 1971 року. Відіграв за команду з Нансі наступні три сезони своєї ігрової кар'єри. Більшість часу, проведеного у складі «Нансі», був основним гравцем команди.
Протягом 1974—1978 років захищав кольори команди «Олімпіка» (Авіньйон).
Завершив професійну ігрову кар'єру у нижчоліговому клубі «Мартіг», за команду якого виступав протягом 1978—1980 років.

## Виступи за збірну
1963 року дебютував в офіційних матчах у складі національної збірної Франції. Протягом кар'єри у національній команді, яка тривала 9 років, провів у формі головної команди країни лише 16 матчів, забивши 1 гол.
У складі збірної був учасником чемпіонату світу 1966 року в Англії.

## Кар'єра тренера
Розпочав тренерську кар'єру відразу ж по завершенні кар'єри гравця, 1980 року, очоливши тренерський штаб клубу «Мартіг», в якому до цього догравав як футболіст.
В подальшому очолював команди французьких клубів «Гавр», «Сет», «Діжон», «Шательєро». Протягом 1999–2003 років працював в Марокко з клубом ФЮС (Рабат) та в Бахрейні зі  збірною цієї країни. 2003 року повернувся до Франції, очолював команди нижчолігових «Стад Бокеруа», «Анже», «Олімпік» (Барбентан) та «Апт».
З 2009 по 2011 роки очолював тренерський штаб команди «Тараскон», ще один сезон тренував вже відомий йому «Олімпік» (Барбентан).